# Wandersphere
Wandersphere ist ein Album des Borderlands Trio um Stephan Crump. Die am 11. Dezember 2020 in David Stollers Tonstudio The Samurai Hotel in New York City entstandenen Aufnahmen erschienen im September 2021 auf Intakt Records.

## Hintergrund
Wandersphere ist das zweite Album des Borderlands Trios mit Stephan Crump am Kontrabass, Kris Davis am Piano und Eric McPherson am Schlagzeug. Nach ihrem Album Asteroida (2017) wurde Wandersphere während der COVID-19-Pandemie in den Vereinigten Staaten 2020 aufgenommen.
Wandersphere besteht aus vier langen Tracks, die zwei CDs einnehmen. Die gesamte Musik ist improvisiert und das Ergebnis von „instant composition“, stellte Mark Corroto fest.

## Titelliste
- Stephen Crump: Wandersphere (INtakt)

CD1
1. Super Organism 30:28
2. An Invitation to Disappear 19:43

CD2
1. Old Growth 41:22
2. Possible Pictures 24:33

## Rezeption

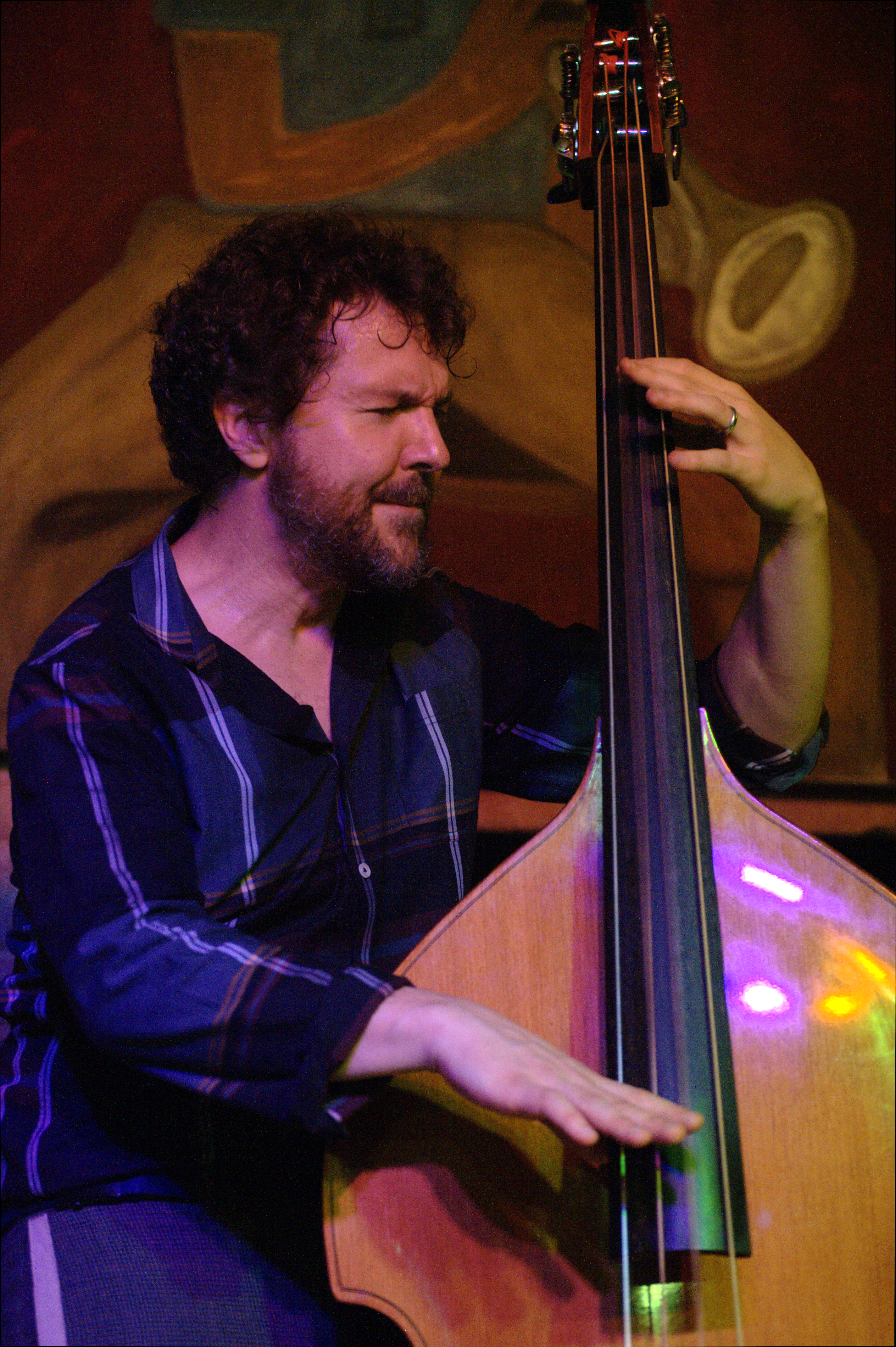
Stephan Crump mit seiner Gruppe Rhombal im Jazzinstitut Darmstadt (2018)

William Brownlee schrieb in There Stands the Glass, Wandersphere sei etwas ganz anderes als die vielen, jährlich erscheinenden Klaviertrioaufnahmen. Die Session besitze die gleiche greifbare Spannung und den folgenschweren Anlass wie das bahnbrechende Album Money Jungle von 1963. Davis, Crump und McPherson seien zwar keine legendären Persönlichkeiten wie Duke Ellington, Charles Mingus und Max Roach, aber das unerbittliche Interesse, das sie während 116 Minuten tiefer Improvisation aufrechterhalten, lasse die rastlosen Geister der Jazz-Ikonen wieder aufleben. Das Publikum für Wandersphere möge verschwindend klein sein, aber die künstlerische Leistung des Trios sei enorm.
Jazzkritiker Peter Margasak schrieb in den Liner-Notes: „Die Stücke schweben, schaukeln, schwingen, atmen, rauschen und funkeln, ohne dass sie je ein Zögern oder einen Trott erkennen lassen. Ein grosses Spiel mit der Spontaneität. Diese vier erstaunlichen Erkundungen spiegeln eine Art von totaler Musik wider.“ Weiter schreibt er: „Fast telepathisch baut Borderlands eine einheitliche Klangarchitektur auf, die den Akt der kollektiven Improvisation so tiefgründig, so schön und so vollständig zelebriert wie nichts, was ich je gehört habe.“
Nach Ansicht von Mark Corroto, der das Album in All About Jazz rezensierte, könne man die Musik als selbstlos bezeichnen; drei großzügige Musiker würden Klangstrukturen aufbauen. Und das ohne Vorurteile oder eigenwillige Gesten, was bedeute, dass kein Musiker auf hinlänglich bekannte Licks oder Routinen zurückgreife. Davis verwende hier ein präpariertes Piano, ein Instrument, das sie häufig in ihrer eigenen Musik verwende. Bei allen vier dieser ausgedehnten Improvisationen seien Stimmung und Tempo variabel, und die spielerischen Interaktionen kämen voll zur Geltung. „Diese Veröffentlichung sollte mit diesen Anweisungen kommen: Schließen Sie die Jalousien, drehen Sie die Lautstärke auf und inhalieren Sie diese Musik.“